# Deinococcus
Deinococcus — рід бактерій типу Deinococcus-Thermus, єдиний у родині Deinococcaceae та ряду Deinococcales.

## Опис
Ці бактерії мають товсті клітинні стінки, які дають їм грампозитивні плями, але вони мають другу мембрану і тому за своєю структурою ближчі до грамнегативних бактерій. Утворюють колонії рожевого або червонуватого кольору.
Deinococcus дуже стійкі до шкідливих факторів навколишнього середовища. Вони виживають, коли їхні ДНК піддається високим дозам гамма- та ультрафіолетового випромінювання. Наприклад, Deinococcus radiodurans може пережити рівень радіації в тисячі разів більший за смертельну дозу для людини. Тоді як інші бактерії змінюють свою структуру під впливом випромінювання, наприклад, утворюючи ендоспори, дейнококи переносять його, не змінюючи клітинної форми. У серпні 2020 року вчені повідомили, що на основі досліджень, проведених на Міжнародній космічній станції, було виявлено, що бактерії з Землі, зокрема бактерії Deinococcus, здатні вижити у відкритому космосі впродовж трьох років.

## Геном
Структура геному Deinococcus radiodurans складається з двох хромосом (2648638 та 412348 пар основ), мегаплазміди (177 466 пар основ) і невеликої плазміди (45 704 пари основ), утворюючи геном із 3284156 пар основ.

## Види
- ?D. aluminii Kim et al. 2018
- ?"D. aquivivus« Kaempferet al. 2008
- ?D. arenae Lee et al. 2016
- ?D. budaensis Makk et al. 2016
- ?D. erythromyxa (ex Chester 1901) Brooks & Murray 1981 nom. rev.
- ?»D. gammatolerans« Srinivasan, Kang & Kim 2017
- ?D. hibisci Moya et al. 2018
- ?D. knuensis Lee et al. 2017
- ?»D. koreense« Kim, Kang & Srinivasan 2017
- ?D. koreensis Baek et al. 2018
- ?D. lacus Park et al. 2018
- ?D. malanensis Zhu et al. 2017
- ?D. multiflagellatus Kim et al. 2018
- ?D. persicinus Jeon et al. 2016
- ?»D. planocerae« Lin et al. 2017
- ?»D. populi« Li, Kudo & Tonouchi 2018
- ?»D. puniceus« Lee et al. 2014
- ?D. radioresistens Srinivasan et al. 2016
- ?D. ruber Kim et al. 2017
- ?D. rufus Wang et al. 2018
- ?»D. sahariens« Bouraoui et al. 2012
- ?D. saudiensis Hussain et al. 2016
- ?D. sedimenti Lee et al. 2017
- ?D. seoulensis Lee et al. 2016
- ?»D. soli« Zhang et al. 2011
- ?D. taklimakanensis Liu et al. 2017
- ?D. xibeiensis Wang et al. 2010
- ?»D. xianganensis" Zheng et al. 2014
- D. actinosclerus[3]
- D. aerius[4]
- D. aerolatus[5]
- D. aerophilus[5]
- D. aetherius[6]
- D. alpinitundrae[7]
- D. altitudinis[7]
- D. antarcticus[3]
- D. apachensis[8]
- D. aquaticus[9]
- D. aquatilis[10]
- D. aquiradiocola[11]
- D. arenae[3]
- D. budaensis[3]
- D. caeni[9]
- D. carri[3]
- D. cellulosilyticus[12]
- D. citri[3]
- D. claudionis[7]
- D. daejeonensis[13]
- D. depolymerans[14]
- D. deserti[15]
- D. ficus[16]
- D. frigens[17]
- D. geothermalis[18]
- D. gobiensis[19]
- D. grandis (originally Deinobacter grandis,[20] but then transferred[21])
- D. hohokamensis[8]
- D. hopiensis[8]
- D. knuensis[3]
- D. indicus[22]
- D. maricopensis[8]
- D. marmoris[17]
- D. metalli
- D. metallilatus
- D. misasensis[23]
- D. murrayi[18]
- D. navajonensis[8]
- D. papagonensis[8]
- D. peraridilitoris[24]
- D. persicinus[3]
- D. pimensis[8]
- D. piscis[25]
- D. proteolyticus[26]
- D. puniceus[3]
- D. radiodurans[27]
- D. radiomollis[7]
- D. radiophilus[28]
- D. radiopugnans[29]
- D. reticulitermitis[30]
- D. roseus[23]
- D. ruber[3]
- D. saudiensis[3]
- D. saxicola[17]
- D. sedimenti[3]
- D. seoulensis[3]
- D. soli[3]
- D. sonorensis[8]
- D. wulumuqiensis[31]
- D. xibeiensis[31]
- D. xinjiangensis[32]
- D. yavapaiensis[8]
- D. yunweiensis[33]